# سیارک ۱۴۵۹۷
سیارک ۱۴۵۹۷ (به انگلیسی: 14597 Waynerichie، نامگذاری:1998SV57) چهارده هزار و پانصد و نود و هفتمین سیارک کشف شده‌است که در ۱۷ سپتامبر ۱۹۹۸ کشف شد.
قدر مطلق سیارک برابر ۱۴.۱ است.